# Beauregard (Ain)
Beauregard és un municipi francès situat al departament de l'Ain i a la regió d'Alvèrnia-Roine-Alps. L'any 2007 tenia 894 habitants.

## Demografia

### Població
El 2007 la població de fet de Beauregard era de 894 persones. Hi havia 359 famílies de les quals 87 eren unipersonals (29 homes vivint sols i 58 dones vivint soles), 111 parelles sense fills, 128 parelles amb fills i 33 famílies monoparentals amb fills.
La població ha evolucionat segons el següent gràfic:
Habitants censats

### Habitatges
El 2007 hi havia 382 habitatges, 352 eren l'habitatge principal de la família i 30 estaven desocupats. 244 eren cases i 135 eren apartaments. Dels 352 habitatges principals, 166 estaven ocupats pels seus propietaris, 179 estaven llogats i ocupats pels llogaters i 7 estaven cedits a títol gratuït; 7 tenien una cambra, 38 en tenien dues, 75 en tenien tres, 106 en tenien quatre i 126 en tenien cinc o més. 227 habitatges disposaven pel capbaix d'una plaça de pàrquing. A 157 habitatges hi havia un automòbil i a 157 n'hi havia dos o més.

### Piràmide de població
La piràmide de població per edats i sexe el 2009 era:
| Homes | Edats   | Dones |
| ----- | ------- | ----- |
| 0     | 95 o +  | 0     |
| 0     | 90 a 94 | 0     |
| 0     | 85 a 89 | 4     |
| 0     | 80 a 84 | 8     |
| 8     | 75 a 79 | 0     |
| 20    | 70 a 74 | 8     |
| 36    | 65 a 69 | 28    |
| 8     | 60 a 64 | 28    |
| 8     | 55 a 59 | 0     |
| 44    | 50 a 54 | 28    |
| 44    | 45 a 49 | 36    |
| 36    | 40 a 44 | 48    |
| 20    | 35 a 39 | 24    |
| 24    | 30 a 34 | 16    |
| 28    | 25 a 29 | 32    |
| 8     | 20 a 24 | 24    |
| 44    | 15 a 19 | 44    |
| 60    | 10 a 14 | 36    |
| 28    | 5 a 9   | 24    |
| 24    | 0 a 4   | 16    |

## Economia
El 2007 la població en edat de treballar era de 595 persones, 440 eren actives i 155 eren inactives. De les 440 persones actives 389 estaven ocupades (201 homes i 188 dones) i 51 estaven aturades (14 homes i 37 dones). De les 155 persones inactives 45 estaven jubilades, 49 estaven estudiant i 61 estaven classificades com a «altres inactius».

### Ingressos
El 2009 a Beauregard hi havia 348 unitats fiscals que integraven 876 persones, la mediana anual d'ingressos fiscals per persona era de 17.931,5 €.

### Activitats econòmiques
Dels 28 establiments que hi havia el 2007, 1 era d'una empresa alimentària, 1 d'una empresa de fabricació d'altres productes industrials, 4 d'empreses de construcció, 9 d'empreses de comerç i reparació d'automòbils, 3 d'empreses de transport, 3 d'empreses d'hostatgeria i restauració, 4 d'empreses de serveis, 1 d'una entitat de l'administració pública i 2 d'empreses classificades com a «altres activitats de serveis».
Dels 10 establiments de servei als particulars que hi havia el 2009, 1 era un taller de reparació d'automòbils i de material agrícola, 1 autoescola, 2 guixaires pintors, 2 electricistes, 1 perruqueria, 2 restaurants i 1 saló de bellesa.
Dels 3 establiments comercials que hi havia el 2009, 1 era una botiga de menys de 120 m² i 2 peixateries.

## Equipaments sanitaris i escolars
El 2009 hi havia una escola elemental.

## Poblacions més properes
El següent diagrama mostra les poblacions més properes.